# 李寨乡 (泽州县)
李寨乡，曾是中华人民共和国山西省晋城市泽州县下辖的一个乡镇级行政单位。2021年5月6日，撤销李寨乡、南岭乡，合并设立南岭镇。

## 行政区划
李寨乡下辖以下地区：
李寨村、望头村、南岭上村、道庄村、底道街村、上马台村、国坨沟村、乾棠村、吉村、西李寨村、秋泉村、冯沟村、闫庄村、罗泉村、西岭村、西街村、陟椒村、大井村、坚水村、西尧村、高会村、卫山村、杜河村、李河村和土岭村。

## 历史文化名村
- 中国历史文化名村
  - 李寨乡陟椒村（7）